# Petr Pavel
Petr Pavel (kiejtése: [ˈpɛtr̩ ˈpavɛl], Planá, 1961. november 1. –) Csehország elnöke. Korábban 2012 és 2015 között a Cseh Fegyveres Erők vezérkari főnöke, majd 2015 és 2018 között NATO Katonai Bizottságának elnöke.
2023. március 9-én lépett hivatalba Miloš Zeman leköszönő elnök utódaként. Függetlenként indult a 2023-as elnökválasztáson és az első fordulót megnyerte a szavazatok 35%-ával. A második fordulóban Jaroslav Bašta kivételével az összes kiesett jelölt őt támogatta, amit meg is nyert, a voksok 58%-át megszerezve. Ludvík Svoboda óta ő lesz az első elnök, aki rendelkezik katonai háttérrel.

## Fiatalkora
Pavel 1961. november 1-én született, az akkor Csehszlovákiához tartozó (napjainkban Csehország) Planában. Az opavai katonai gimnáziumba járt, majd miután leérettségizett, a vyškovi Cseh Fegyveres Erők Katonai Iskolájába járt, ahol 1983-ban végzett. 1985-ben már egy légideszantos század parancsnoka volt. Ugyanakkor csatlakozott Csehszlovákia Kommunista Pártjához, aminek egészen a bársonyos forradalomig tagja volt. Ezzel kapcsolatban kijelentette, hogy ma már természetesen nem szimpatizál a szélsőségekkel, és ezt az azóta eltelt 33 év alatt bizonyította is, amit 29 országból származó NATO-kollégái is elfogadtak.
1988 és 1991 között a Katonai Akadémián végezte tanulmányait. A bársonyos forradalmat követően a bethesdai Védelmi Hírszerzési Egyetemen, a Camberley-i Törzsfőiskolán, a londoni Védelemtudományi Királyi Főiskolán és a King’s College London hallgatójaként is tanult. Nemzetközi kapcsolatok terén szerezte mesterdiplomáját.

## Pályafutása

### A hadseregben

#### Délszláv háború
1991-től a katonai hírszerzésnek dolgozott. A délszláv háború idején az ENSZ békefenntartó erők, az UNPROFOR tagjaként szolgált. 1993 januárjában a horvátországi Karinban részt vett a szerbek gyűrűjébe került 50 francia békefenntartó kimentésében. Ezért a teljesítményéért megkapta a francia Becsületrendet, Václav Havel elnök pedig Bátorságért Érdemrenddel tüntette ki.

#### Vezetői pozíciók
A boszniai eseményeket követően Pavel több magas rangú pozíciót is betöltött a cseh hadseregben, többek között a katonai hírszerzésnél, diplomataként és egy különleges alakulat parancsnokaként. 2002-ben léptették elő dandártábornoknak. Ezt követően összekötő volt az Amerikai Egyesült Államok Központi Parancsnokságánál, majd a cseh hadsereg képviselője több nemzetközi találkozón.

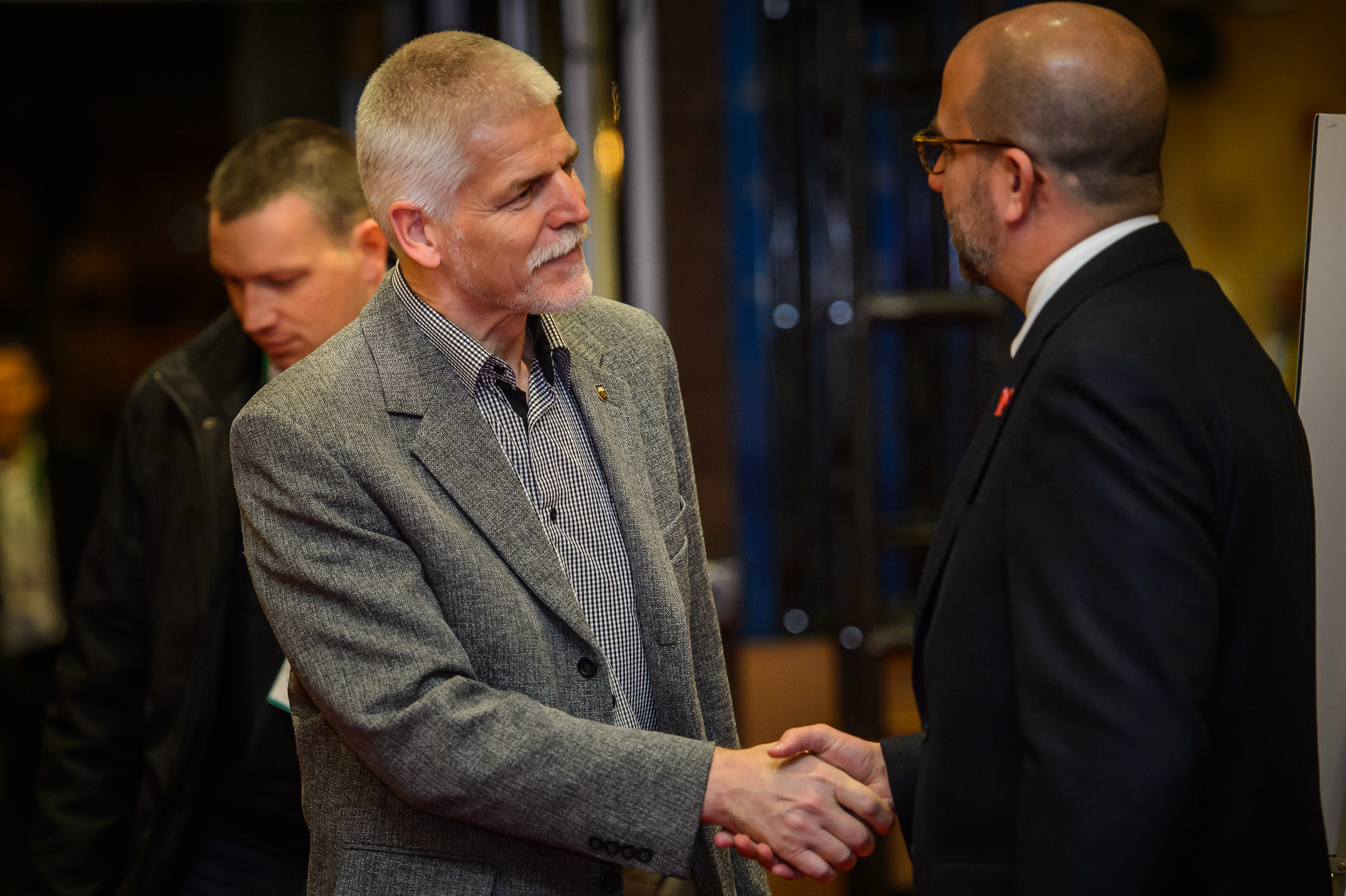
2015-ben Charles Michel belga miniszterelnökkel

2002 és 2007 között a különleges alakulatok parancsnoka, közös erők helyettes parancsnoka, illetve a Védelmi Minisztérium közös erőkkel foglalkozó szekciójának igazgatóhelyettese Belgiumban, Hollandiában és az Egyesült Államokban. 1993–1994-ben ő volt a cseh katonai attasé helyettese Belgiumban. 1999 és 2002 között képviselő volt a NATO brunssumi központjában. 2003-ban Tampában dolgozott, az Enduring Freedom hadművelet részeként. 2007 és 2009 között Csehország katonai képviselője volt Brüsszelben, majd 2010-ben és 2011-ben a Szövetséges Erők Európai Főparancsnokságán.
Irak amerikai inváziója idején, 2003-ban összekötő tiszt volt az amerikai központban, Katarban, melynek során arra is felhívta a figyelmet, hogy Irak akár tömegpusztító fegyvereket is használhat.

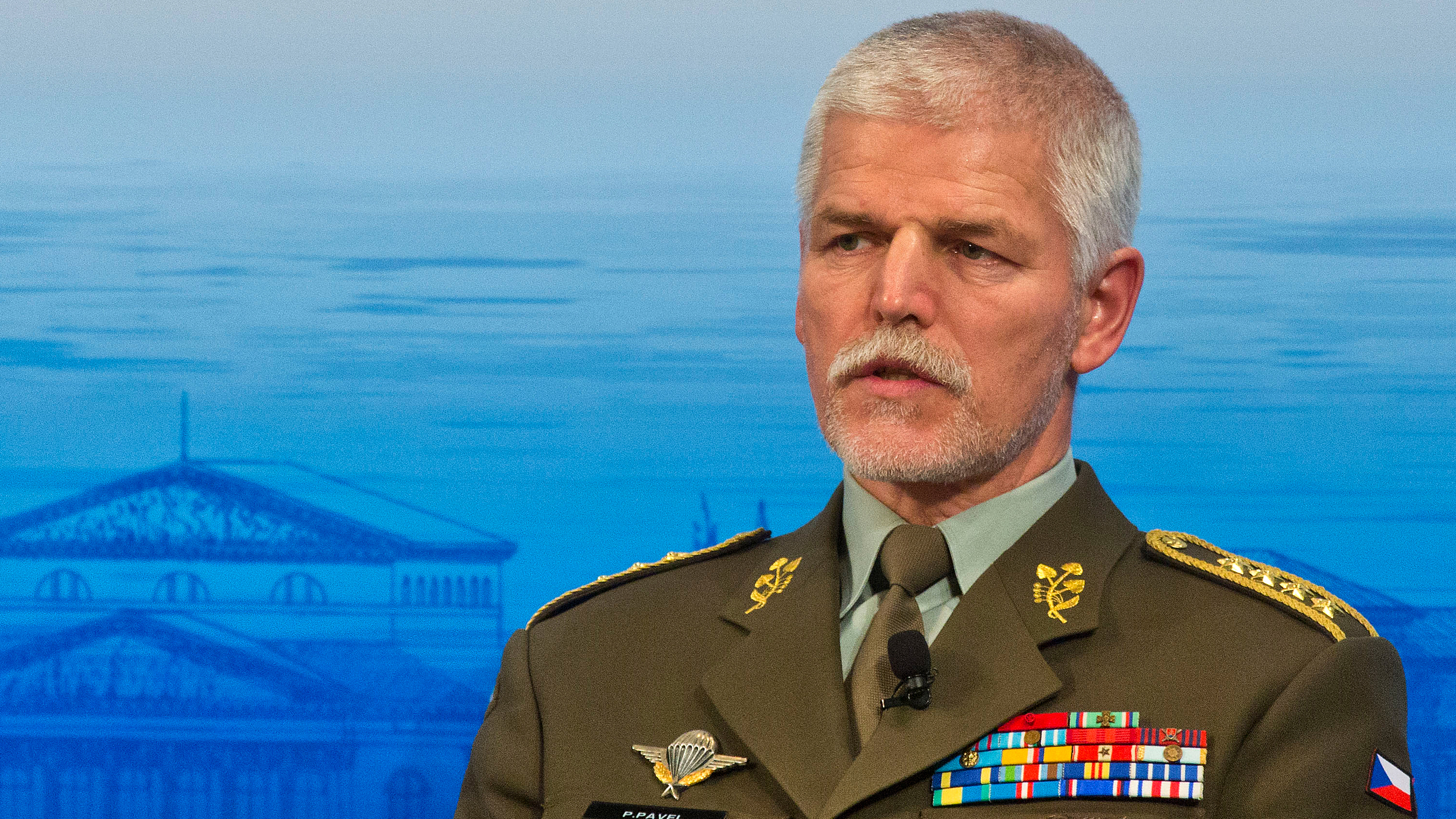
2016-ban a müncheni biztonsági konferencián

2011 júliusa és 2012 júniusa között a Cseh Fegyveres erők vezérarának helyettes főnöke volt, amit követően 2012. június 1-én megkapta a vezérkari főnöki címet.

#### A NATO Katonai Bizottságának elnökeként
2014 júliusában a cseh kormány jelölte a NATO Katonai Bizottságának élére és szeptemberben, az olasz és görög jelölteket megelőzve Vilniusban meg is kapta a megbízatást, ezzel az NATO második legmagasabb rangú vezetője lett. Ő volt az első ezen a poszton, aki olyan országból származott, ami tagja volt a Varsói Szerződésnek.
Elnöksége idején Pavel bevezette a 2014-es newporti NATO-csúcstalálkozó közben hozott döntéseket, beleértve a NATO készenlétének fokozását. A Krím annexiója után - annak ellenére, hogy Oroszországot jelentős veszélynek tartotta - az együttműködés megújítására törekedett.
2015-ben kezdődő mandátuma 2018-ban járt le. Jens Stoltenberg, a NATO főtitkára méltatta munkásságát, amiért a bizottságot kiemelkedően vezette a NATO történetének egyik fontos időszakában. Munkájáért megkapta az amerikai Commander of the Legion of Merit érdemrendet.

### 2018–2022
2018-ban hadseregtábornokként, a békeidőben adható legmagasabb katonai rendfokozattal szerelt le, majd egyetemi előadóként és tanácsadóként dolgozott.
2020. április 6-án megalapította a Spolu silnější (Együtt, Erősebben) mozgalmat azzal a céllal, hogy segítse azokat, akik küzdenek a Covid19-pandémia hatásai ellen, melynek keretein belül főleg adományokat gyűjtött önkénteseknek. Ezek mellett a mozgalom célja volt, hogy felkészítse az országot hasonló jövőbeli krízisekre. Tagjai között voltak Dana Drábová nukleáris biztonsági államtitkár, Martin Hausenblas üzletember, Jana Šeblová és Jan Březina, Olomouc korábbi kormányzója. Az összegyűjtött adatok alapján elkészítettek egy tervet, amit aztán bemutattak Andrej Babiš miniszterelnöknek. Politikai szekértők a mozgalmat Pavel esetleges elnöki kampányának első lépésének tekintették és Hillary Clinton 2016-os elnöki kampányszlogenjéhez hasonlították.

### 2023-as elnökválasztás
2019-ben a Polgári Demokrata Párt, a KDU-ČSL, a TOP 09, a STAN és a Kalózpárt vezetői összegyűltek, hogy egyeztessenek a lehetséges elnökjelöltekről. Sajtóhírek szerint Pavel volt az egyik leggyakrabban megemlített név.
2022. június 29-én Pavel bejelentette, hogy indul a 2023-as elnökválasztáson. Nyilatkozata szerint, célja, hogy az országnak ne kelljen szégyellnie elnökét. 2022. szeptember 6-án hivatalosan is elindította kampányát, hogy „rendet és békét hozzon Csehországba.” Kampánya nyugatpárti és populizmus-ellenes volt. 2022. októberében egyike volt a négy jelöltnek, aki mögé beállt a Spolu szövetség.
Az első fordulóban, amit 2023. január 13–14-én tartottak, Pavel 1 975 056 (35,4%) szavazatot kapott, éppen csak megelőzve a korábbi miniszterelnök Andrej Babišt. Az első két helyezett jutott tovább a második fordulóba. Pavel itt legyőzte Babiš-t, megszerezve a szavazatok 58,32%-át (3 358 926). Zuzana Čaputová, Szlovákia elnöke személyesen gratulált neki Prágában. 2023. március 9-én iktatták be, mikor Miloš Zeman mandátuma lejárt.
Első külföldi útjait elnökként Szlovákiába, Lengyelországba és Ukrajnába kívánta tenni, hogy megerősítse Csehország nemzetközi kötelezettségeit és kifejezze országa támogatását Ukrajna felé. Andrzej Duda és Volodimir Zelenszkij voltak az első államfők, akikkel beszélt megválasztása után.

## Politikai nézetei
Progresszív és szociálliberális nézeteket vall. 2019-ben úgy nyilatkozott, hogy a vagyonosoknak nagyobb mértékben kellene kivenniük részüket a közteherviselésből; követendő példának a skandináv országokat nevezte. Nagy támogatója az ország NATO-, és EU-tagságának, illetve támogatja az eutanázia bevezetését, míg ellenzi a halálbüntetést. Ezek mellett támogatója az azonos neműek házasságának és a homoszexuális párok örökbefogadási jogának.

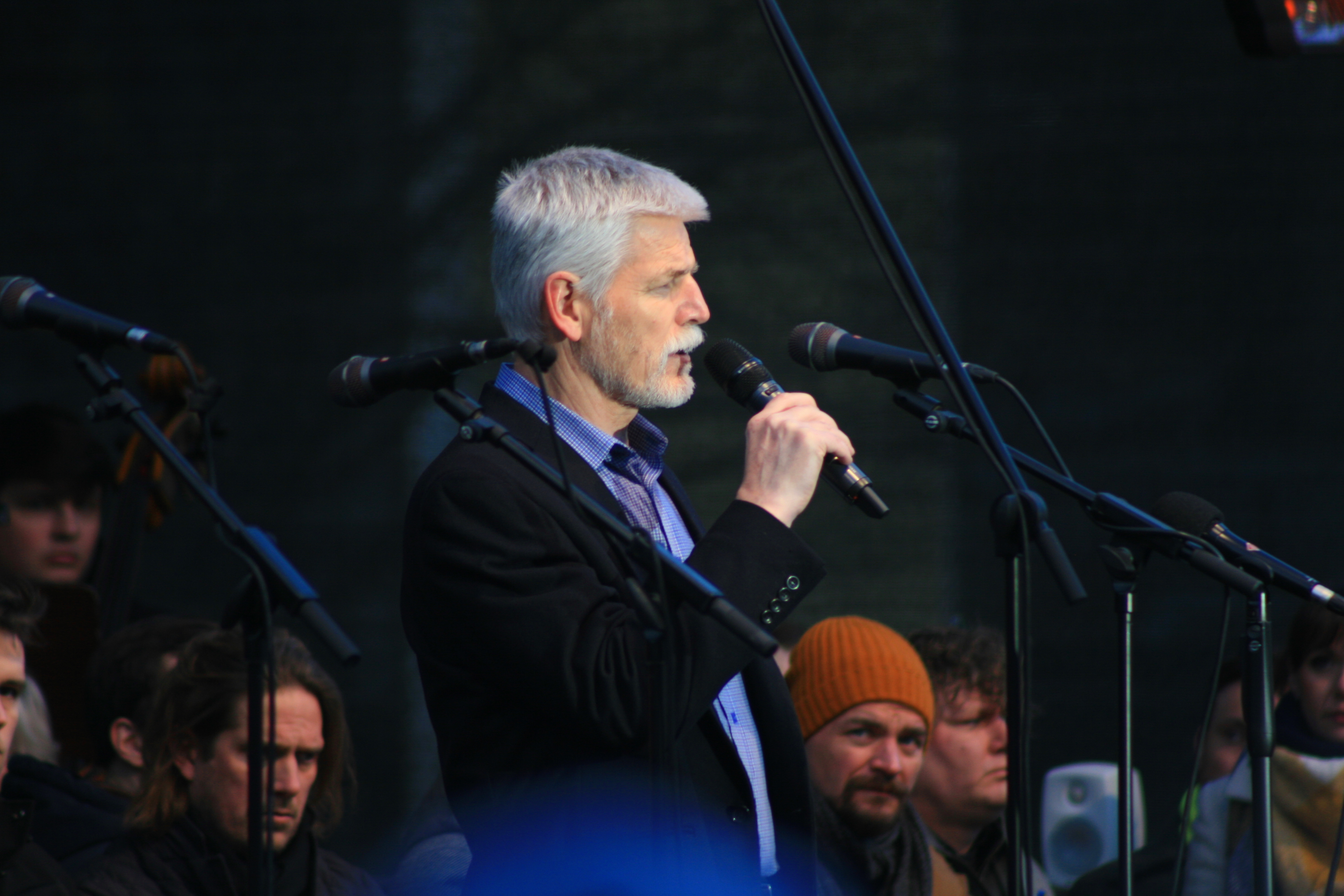
Pavel a 2022-es Koncert Ukrajnáért eseményen Brnóban

Indulását az elnökválasztáson részben azzal indokolta, nem akarja, hogy vetélytársa, Andrej Babiš olyan rendszert vezessen be, mint Orbán Viktor Magyarországon. Kampánya során közzé tette, hogy melyik pártokra szavazott a korábbi választásokon. Elmondása szerint 2021-ben a Spolu jobbközép szövetségre szavazott a választáson és elnöki kampánya elején is kijelentette, hogy támogatja őket, de nem lenne jelöltjük. A 2013-as elnökválasztáson mindkét fordulóban Karel Schwarzenberget támogatta, míg 2018-ban az első fordulóban Pavel Fischert, a másodikban Jiří Drahošt.
Ukrajnát támogatta a 2022-es orosz invázió idején és felszólította a kormányt katonai és egyéb segélyek küldésére. Azt nyilatkozta, hogy a nyugatnak határozottabban kellett volna fellépnie Oroszország ellen, illetve, hogy már korábban, a Krím annexiója után meg kellett volna előzni egy újabb invázió lehetőségét. Csehország szerepéről a következőket mondta: „tudom, hogy milyen egy háború és nem kívánom senkinek. Az első lépésem az lenne, hogy annyira távol tartanám az országot bármilyen háborútól, amennyire csak lehet. De az, hogy azt mondom, hogy annyira távol tartanám az országot a háborútól, amennyire csak lehet, nem jelenti azt, hogy a helyzetet egyszerűen csak el kell fogadni. Mert, ha csak nézzük, ami történik a háború ide is el fog érni. Nem a katonák kezdik a háborúkat. Politikusok kezdik őket és a katonák oldják meg nekik a problémát”.

## Választási eredmények
| Párt     | Jelölt          | Szavazatszám | %     |
| -------- | --------------- | ------------ | ----- |
| FÜGG     | Petr Pavel      | 1 975 056    | 35,40 |
| ANO      | Andrej Babiš    | 1 952 213    | 34,99 |
| FÜGG     | Danuše Nerudová | 777 080      | 13,93 |
| FÜGG     | Pavel Fischer   | 376 705      | 6,75  |
| SPD      | Jaroslav Bašta  | 248 375      | 4,45  |
| MHS      | Marek Hilšer    | 142 912      | 2,56  |
| FÜGG     | Karel Diviš     | 75 475       | 1,35  |
| FÜGG     | Tomáš Zima      | 30 769       | 0,55  |
| Összesen | Összesen        | 5 578 585    | 100,0 |

| Párt     | Jelölt       | Szavazatszám | %     |
| -------- | ------------ | ------------ | ----- |
| FÜGG     | Petr Pavel   | 3 358 926    | 58,32 |
| ANO      | Andrej Babiš | 2 400 271    | 41,67 |
| Összesen | Összesen     | 5 759 197    | 100,0 |

## Elismerések

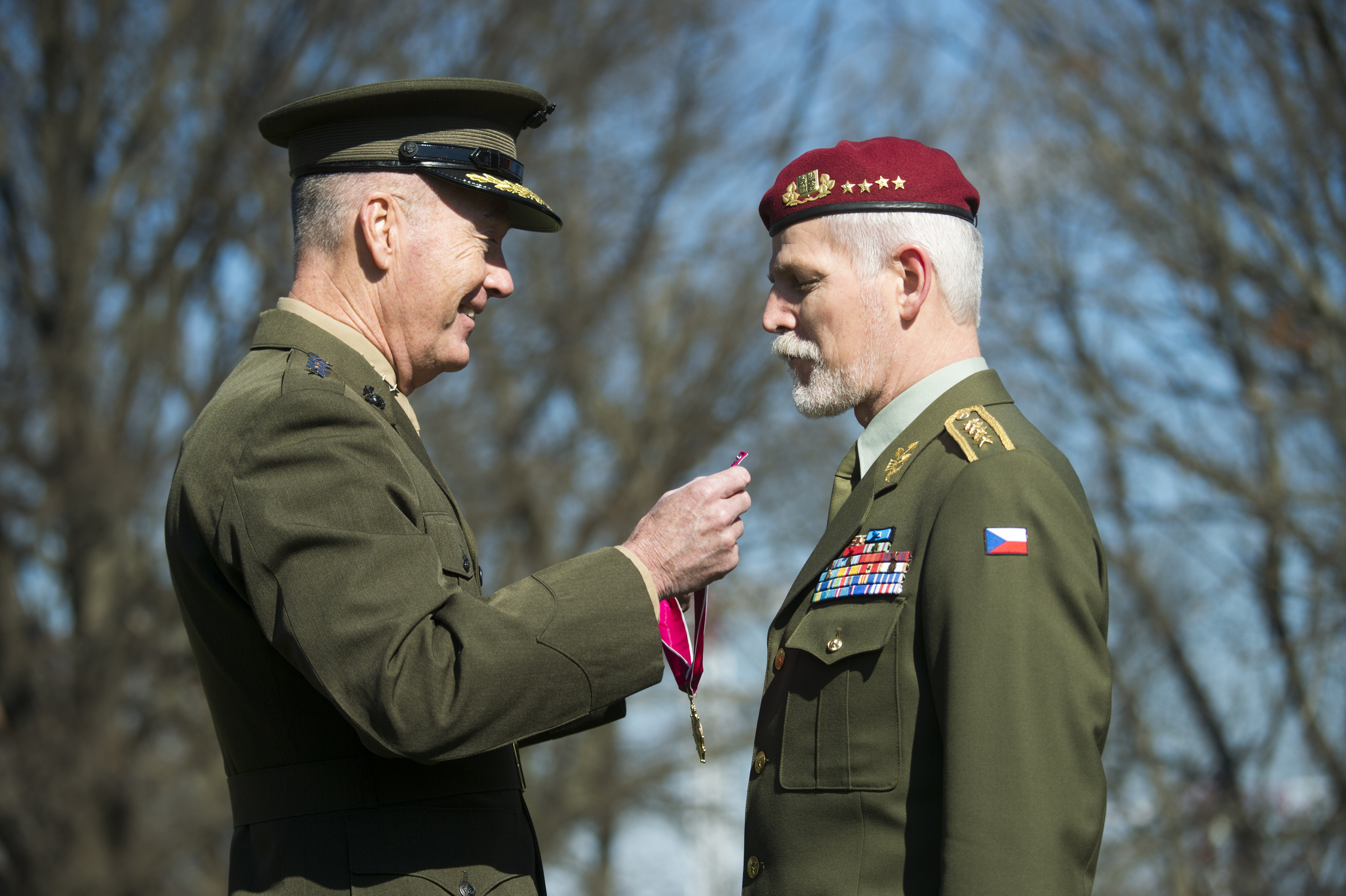
Joseph Dunford, az amerikai vezérkari főnökök egyesített bizottságának elnöke kitünteti Pavelt a Legion of Merittel

### Csehországban
- Csehország: Medál az Apaföld szolgálatáért (1988)
- Csehország: Hősiesség medálja (1995)
- Csehország: Cseh Fegyveres Erőkben végzett szolgálat szalagja
- Csehország: A Cseh Fegyveres Erők medálja, első, második és harmadik osztály
- Csehország: Cseh Köztársaság Honvédelmi Miniszterének Érdemkeresztje, második és harmadik osztály
- Csehország: A cseh védelmi miniszter medálja külföldön végzett szolgálatért, második és harmadik osztály
- Csehország: A béke szolgálatának emlékjelvénye
- Csehország: Cseh Köztársaság Honvédelmi Miniszterének államvédelmi keresztje (2018)

### Külföldön
- ENSZ: az Egyesült Nemzetek Szervezete békeszolgálati medálja (1995)
- Franciaország: Croix de guerre (hadikereszt) bronz csillaggal (1995)
- Franciaország: a Becsületrend tisztje (2012)
- Bulgária: Szent György becsületrend, első osztály (2017)
- Belgium: Belga Koronarend nagykeresztje (2018)
- Egyesült Államok: Commander of the Legion of Merit (2018)

## Magánélete
Beszél csehül, angolul, franciául és oroszul. Két fia van első feleségével, Hanával, akivel később elváltak. Második felesége Eva Pavlová. Családjával Černoučekben él.